# Ван (вилайет)
Ванский вилайет (осман. ولايت وان‎; арм. Վանի վիլայեթ) — один из Шести армянских вилайетов Османской империи, который располагался на востоке Малой Азии, возле озера Ван. Образован в 1875 году из части Эрзурумского эялета с площадью 39 тыс. км2. В 1922 году вошел в состав Турецкой республики, после чего был реформирован.

## История
В 1864 году Ванский эялет стал частью Эрзурумского эялета, а в 1875 году был выделен в самостоятельный вилайет Ван. В 1888 году к Ванскому вилайету был присоединен вилайет Хаккари. Вилайет был разделен на санджак Ван и Хаккари и охватывал современные турецкие илы Ван, Хаккари и части Ширнака, Муша и Бингёля. Расположение у границ Российской империи и Персии привело к превращению вилайета в своеобразную крепость: практически все города имели оборонительные сооружения, также на границе в 1880—1890-х годах возведены мощные крепости и укрепления.
В 1879 году отсюда распространилось восстание курдов во главе с Шейхом Убайдаллахом, которое вскоре охватило районы вокруг озера Урмия в Персии. В 1880 году его удалось подавить совместными действиями османских и персидских войск. В 1895—1896 годах по наущению султанского правительства произошла резня армян в селах вилайета, однако население города Ван было защищено организациями Арменакан, Гнчак и Дашнакцутюн.
Во время Первой мировой войны армяне и ассирийцы рассматривали российские войска как защитников против мусульман, потому всячески им помогали. В ответ османский правительство в 1915 году устроило резню армянского и ассирийского населения. Непосредственно руководил действиями вали (губернатор) Ванского вилайета Гевдет-бей. Но в мае началось восстание армянского населения, которое захватило город Ван. Этот город выдержал тяжелую осаду до подхода российских войск. Впрочем, вскоре османские войска отвоевали город Ван. В дальнейшем вилайет стал местом ожесточенных сражений. Лишь в середине 1916 года турками были потеряны Ван и весь вилайет.
Во время Первой мировой войны в 1915-1916 году русская Кавказская армия завоевала большую часть территории Ванского вилайета. На занятой русскими войсками во время Первой мировой войны территории Османской империи согласно утверждённому 5 июня 1916 года императором Николаем II «Временному положению по управлению территориями Турции, занятыми по праву войны» было создано временное военное генерал-губернаторство, которое разделялось на четыре области: Ванскую, Хнусскую, Эрзрумскую и Понтийскую (Трапезундскую), которые в свою очередь, разделялись на 29 округов. Таким образом занятая русскими войсками часть Ванского вилайета вошла в Ванскую область под руководством генерал-губернатора.
В 1917 году после свержения Временного правительства в России и отхода русских войск османская армия отвоевала Ванский вилайет. С 1918 года он стал объектом борьбы с Арменией, которая стала независимой. В 1920 году по Севрским договору (1920) бывший Ванский вилайет должен был стать частью Армянской республики, однако поражение Греции и Франции в войне с Турецкой республикой изменило ход событий. Одновременно в Ване распространилось курдское движение за независимость. Лишь в 1922 году турецкое правительство сумело установить здесь свою власть. В том же году вилайет Ван было реформирован в илы Хаккяри, Ширнак и Ван.

## Структура и администрация
Вилайет Ван состоял из 2 санджаков:
- Санджак Ван состоял из 5 каз: Ван, Эрджиш, Чатак, Адилжеваз, Геваш.
- Санджак Хаккари состоял из 6 каз: Хаккари, Башкале, Озалп, Шемдинли, Йюксекова, Гюрпынар.

Только в этом вилайете сохранились автономные владения курдов. Это была вынужденные меры правительства, учитывая количество курдского населения и влияние их руководителей. На 1900 год осталась 4 курдских владения: Хаккяри, Махмуди (со столицей в г. Сарай), Оджаклик-Кутуз и Оджаклик-Мютюз.

## Население
В 1880 году в Ванской провинции насчитывалось 239 480 армян, что составляло свыше 76 % от местного населения.
Согласно предварительным результатам первой османской переписи 1885 года (опубликованной в 1908 году) в Ванском вилайете проживало 376 297 человек. Точность данных о численности населения варьируется от «приблизительной» до «чисто предположительной» в зависимости от региона, из которого они были собраны.
В результате армянской резни 1894—1896 годов, число армян здесь резко сократилось. На место армян власти Османской империи активно заселяли мусульман-мухаджиров из Месопотамии (главным образом курды), Северного Кавказа (черкесы, чеченцы и другие) и Балкан (главным образом турки).
В 1906 году, согласно официальной переписи (включает только граждан мужского пола, исключая женщин и детей), в вилайете Ван было 179 422 мусульман (прежде всего курдов), 67 797 армян, 1383 — иудеев. 
В 1912 году в Ванской провинции насчитывалось 350 000 жителей, в том числе:
- армяне — 185 000 (52,9 %)
- курды — 97 000 (27,7 %) (вкл. езидов)
- турки — 47 000 (13,4 %)
- другие народы (ассирийцы, черкесы, арабы, греки и др.) — 21 000 (6 %)[источник не указан 1337 дней]

Согласно сведениям Константинопольского патриархата Армянской апостольской церкви в Ванском вилайете в 1912 году было 313 тыс. мусульман, 130 тыс. армян, 65 тыс. — ассирийцев и халдеев, 1798 — иудеев. В результате событий 1915—1917 годов количество армян и ассирийцев значительно уменьшилась. В 1918 году началось преследование курдов-езидов, многие из которых вынуждены были бежать в Грузию. В результате геноцида армян 1915—1923 годов край практически полностью лишился армянского населения.

## Экономика
Основу составляли земледелие и животноводство. При этом первым занимались христиане, а вторым — курды. Выращивались пшеница, просо, кукуруза, лен, конопля, овощи, фрукты. В значительном количестве выращивался табак, который экспортировался в Персии. Пшеница и просо прежде всего были распространены на севере вилайета, а кукуруза — в центральных санджаках. Также в провинции производилась значительное количество вина, что поставлялась в других вилайетах.
Достаточно развитым было овцеводство. Перед Первой мировой войной начислено более чем 3 млн овец. Учитывая это, Ванского вилайет был значительным поставщиком шерсти на фабрики империи, ее также вывозили через Трабзон в Европу. Сохранялись традиционные ремесла, прежде всего изготовления ковров.
Минеральные богатства вилайета никогда не были полностью исследованы, но считались большими. Там были нефть родники в Кордзоте, месторождения бурого угля в Сиване (ныне деревня Авник в Бингеле) и Нурдузе, несколько горячих источников в заливе Зилан и Джуламерке (сейчас Хаккяри). Превосходный табак выращивали выращивался в Шемсдинане на экспорт в Персию.